# Közgazdasági lexikon (1898–1901)
A Közgazdasági lexikon, alcímén Közgazdasági ismeretek tára három kötetben egy 19. század végi nagy terjedelmű magyar nyelvű 3 kötetes közgazdaságtani lexikon volt.

## Jellemzői
Az 1898–1901-ben a Pallas Irodalmi és Nyomdai Részvénytársaság jóvoltából megjelent, Halász Sándor és Mandello Gyula által szerkesztett, összességében mintegy 2500 oldal terjedelmű mű egy alapos kézi lexikon volt. A kötetek borítója a velük szinte egy időben megjelent A Pallas nagy lexikonához hasonlóan díszes kialakítású. A mű reprint vagy elektronikus kiadással nem rendelkezik. 

## Kötetbeosztás
Az egyes kötetek a következők voltak:
| Kötetszám | Kötetcím                  | Kiadási év |
| --------- | ------------------------- | ---------- |
| I.        | Absentismus – Hűbériség   | 1898       |
| II.       | Időbér – Munkástőzsde     | 1900       |
| III.      | Munkásvédelem – Zsellérek | 1901       |